# جونيور أجاي
جونيور أولوافيمي أجاي (بالإنجليزية: Junior Oluwafemi Ajayi) لاعب كرة قدم نيجيري، يلعب في المراكز الهجومية كالمهاجم الصريح والجناحين، ويلعب حاليًا لنادي النصر الليبي.

## مسيرته الكروية

### بداياته
ولد جونيور أجاي في 29 يناير 1996 ، ولعب لنادي Shooting Stars Ibadan Football Club ، قبل أن يجذب أنظار كشافة النادي الرياضي الصفاقسي التونسي الذي تعاقد في 15 سبتمبر 2016.

### الصفاقسي
انضم جونيور أجاي إلى صفوف الصفاقسي التونسي في سبتمبر 2015 ، شارك في 28 مباراة بمسابقة الدوري التونسي في الموسم الماضي بمعدل 2388 دقيقة، سجل خلالها 10 أهداف وصنع 7 أهداف أخرى وعوقب بالبطاقة الصفراء مرتين، وكان يرتدي الرقم 11 مع الصفاقسي التونسي، والرقم ذاته مع منتخب نيجيريا الأولمبي.

### الزمالك
كان نادي الزمالك قريبًا من التعاقد معه مقابل 500 ألف دولار، قبل انتقال اللاعب لصفوف الصفاقسي ، ولكن رفضت إدارة القلعة البيضاء إتمام الصفقة ؛ بداعي ارتفاع المقابل المادي.

### الأهلي
أعلن النادي الأهلي تعاقده رسميًا معه خلال فترة الانتقالات الصيفية، ليكون اللاعب الثاني الذي ينضم لصفوف الفريق الأحمر قادمًا من الصفاقسي بعد علي معلول، مقابل مليونين و500 ألف دولار تحملها النادي لشرائه، في صفقة تمتد 4 سنوات كاملة، بخلاف ما سيحصل عليه اللاعب بشكل شخصي.

### مشاركاته الدولية
خاض جونيور أجاي 15 مباراة مع منتخب نيجيريا الأوليمبي سجل خلالها 10 أهداف، وتواجد ضمن قائمة المنتخب النيجيري الذي شارك في دورة الألعاب الأولمبية في ريو دي جانيرو بالبرازيل ، والذي حصل على المركز الثالث بعد فوزه على هندوراس بثلاثة أهداف مقابل هدفين، وكان اللاعب ضمن بدلاء هذه المباراة.

## إحصائيات مشاركاته
آخر تحديث في 8 ديسمبر 2020

### مع الأندية
| الفريق   | الموسم     | الدوري  | الدوري | الكأس   | الكأس | البطولات القارية | البطولات القارية | بطولات أخرى | بطولات أخرى | الإجمالي | الإجمالي |
| الفريق   | الموسم     | مشاركات | أهداف  | مشاركات | أهداف | مشاركات          | أهداف            | مشاركات     | أهداف       | مشاركات  | أهداف    |
| -------- | ---------- | ------- | ------ | ------- | ----- | ---------------- | ---------------- | ----------- | ----------- | -------- | -------- |
| الصفاقسي | 2015–2016  | 28      | 10     | 1       | 0     | —                | —                | —           | —           | 29       | 10       |
| الصفاقسي | الإجمالي   | 28      | 10     | 1       | 0     | —                | —                | —           | —           | 29       | 10       |
| الأهلي   | 2015–2016  | 0       | 0      | 0       | 0     | 0                | 0                | 1           | 0           | 1        | 0        |
| الأهلي   | 2016–2017  | 22      | 8      | 3       | 1     | 13               | 3                | 4           | 0           | 42       | 12       |
| الأهلي   | 2017-2018  | 27      | 9      | 3       | 0     | 1                | 0                | 0           | 0           | 31       | 9        |
| الأهلي   | 2018- 2019 | 15      | 4      | 1       | 0     | 7                | 1                | 1           | 2           | 24       | 7        |
| الأهلي   | 2019- 2020 | 29      | 7      | 1       | 2     | 12               | 2                | 1           | 0           | 43       | 11       |
|          | الإجمالي   | 93      | 28     | 8       | 3     | 33               | 6                | 7           | 2           | 131      | 49       |

### تواجده في دورة الألعاب الأولمبية
شارك اللاعب في مباراتين لم يسجل فيهما أي أهداف.
| التاريخ       | المرحلة               | المباراة                                | المركز            | عدد الأهداف       | التمريرات الحاسمة | الأهداف الذاتية   | بطاقات صفراء      | بطاقات حمراء      | لاعب بديل         | لاعب مستبدل       | مدة المشاركة بالدقائق |
| ------------- | --------------------- | --------------------------------------- | ----------------- | ----------------- | ----------------- | ----------------- | ----------------- | ----------------- | ----------------- | ----------------- | --------------------- |
| 5 أغسطس 2016  | المجموعة ب            | نيجيريا الأولمبي 5–4 اليابان الأولمبي   | على مقاعد البدلاء | على مقاعد البدلاء | على مقاعد البدلاء | على مقاعد البدلاء | على مقاعد البدلاء | على مقاعد البدلاء | على مقاعد البدلاء | على مقاعد البدلاء | على مقاعد البدلاء     |
| 11 أغسطس 2016 | المجموعة ب            | كولومبيا الأولمبي 2–0 نيجيريا الأولمبي  | على مقاعد البدلاء | على مقاعد البدلاء | على مقاعد البدلاء | على مقاعد البدلاء | على مقاعد البدلاء | على مقاعد البدلاء | على مقاعد البدلاء | على مقاعد البدلاء | على مقاعد البدلاء     |
| 13 أغسطس 2016 | ربع النهائي           | نيجيريا الأولمبي 2–0 الدنمارك الأولمبي  | مهاجم صريح        | —                 | —                 | —                 | —                 | —                 | 85                | —                 | 5                     |
| 17 أغسطس 2016 | نصف النهائي           | نيجيريا الأولمبي 0–2 ألمانيا الأولمبي   | مهاجم صريح        | —                 | —                 | —                 | —                 | —                 | 64                | —                 | 26                    |
| 20 أغسطس 2016 | المركز الثالث والرابع | الهندوراس الأولمبي 2–3 نيجيريا الأولمبي | على مقاعد البدلاء | على مقاعد البدلاء | على مقاعد البدلاء | على مقاعد البدلاء | على مقاعد البدلاء | على مقاعد البدلاء | على مقاعد البدلاء | على مقاعد البدلاء | على مقاعد البدلاء     |

## القابه مع الاندية

### ناديالأهلي
- بطل دوري أبطال أفريقيا: 2019–20
- برونزية كأس العالم للأندية الأبطال 2020
- بطل الدوري المصري الممتاز: 2016–17، 2017–18، 2018–19، 2019–20
- بطل كأس مصر: 2016–17 ، 2019–20

- بطل كأس السوبر المصري: 2017، 2018–19
- وصيف دوري أبطال أفريقيا: 2017، 2018
- وصيف كأس السوبر المصري: 2016، 2019–20

## أبرز مميزاته
يتألق أجاي في عدد من المراكز أبرزها المهاجم، والجناح الأيسر وهو نفس مركز رمضان صبحي الذي خرج للاحتراف مع ستوك سيتي ، كما يُجيد اللعب كجناح أيمن أيضًا.

## روابط خارجية
- جونيور أجاي على موقع قاعدة بيانات كرة القدم.إي يو (الإنجليزية)
- جونيور أجاي على موقع ناشيونال فوتبول تيمز (الإنجليزية)
- جونيور أجاي على موقع Soccerway.com (الإنجليزية)
- جونيور أجاي على موقع عالم كرة القدم.نت (الإنجليزية)
- جونيور أجاي على موقع أوليمبيديا (الإنجليزية)